# 王鑰 (崇禎進士)
王鑰（？年—？年），號泰若，陕西西安府朝邑县人。明末政治人物。

## 生平
天啓七年（1627年）丁卯科陕西乡试舉人，崇祯四年（1631年）辛未科进士，吏部观政，授汶上县知县，六年调任东阿县，八年降职为河南按察司簡較。著有《逸老草堂》。